# Södermanlandsgruppen
Södermanlandsgruppen (SLG) är en svensk militärregiongrupp inom Hemvärnet som verkat i olika former sedan 2000. Förbandsledningen är förlagd i Svältenlägret, Strängnäs.

## Historia
Som ett led i försvarsbeslutet 2000 avvecklades försvars- och militärområdena den 30 juni 2000 och från och med den 1 juli 2000 organiserades i dess ställe Militärdistrikt. Därmed avvecklades bland annat Södermanlands och Östergötlands försvarsområde (Fo 43). De nya militärdistrikten motsvarade geografiskt sett de gamla militärområdena. Den stora skillnaden var att militärdistrikten var den lägsta nivån där chefen var territoriellt ansvarig. Inom militärdistrikten organiserades militärdistriktsgrupper, i regel en för varje län. I Södermanlands län organiserades Södermanlandsgruppen, vilket i sin tur underställdes Mellersta militärdistriktet (MD M).
Den 2 juni 2005 presenterade regeringen sin proposition (2004/05:160) gällande en avveckling av militärdistriktsorganisationen. I propositionen hänvisades regeringen till att "I det framtida insatsförsvaret och den beslutade insatsorganisationen finns det inte längre krav på eller behov av regional eller territoriell ledning som motiverar en särskild ledningsorganisation". Därmed ansåg regeringen att militärdistriktsorganisationen kunde avvecklas, något som Försvarsmakten även i en framställan till regeringen den 7 mars 2005 föreslagit. I dess ställe skulle fyra ledningsgrupper för säkerhetstjänst och samverkan inrättas, där ledningsgrupperna lokaliserade till Boden, Stockholm, Göteborg och Malmö. Den 16 november 2005 antog riksdagen regeringens proposition, därmed beslutades att militärdistriktsorganisationen skulle upplösas och avvecklas den 31 december 2005. Vilket innebar att militärdistriktsgrupperna omorganiserades till utbildningsgrupper och underställdes ett utbildningsförband. Detta medförde att Södermanlandsgruppen överfördes från Mellersta militärdistriktet (MD M) till att bli en enhet inom Ledningsregementet (LedR) från och med den 1 januari 2006.
Den 1 januari 2013 bildades fyra militärregioner, där Mellersta militärregionen underställdes chefen för Livgardet, men löd under chefen insatsledningen i Högkvarteret avseende markterritoriell ledning i fred, kris och krig. Chefen för Södermanlandsgruppen var dock fortfarande underställd chefen Ledningsregementet gällande produktionsledning av hemvärnsförbanden samt insatsledning inom utbildningsgruppens geografiska område. Den 1 januari 2018 delades dock ledningen av Livgardet och Mellersta militärregionen, det genom att en separat chefsbefattning för Mellersta militärregionen tillsattes. Vidare underställdes staben Mellersta militärregionen i ledningsfrågor direkt chefen insatsledningen i Högkvarteret. I Försvarsmaktens budgetunderlag till regeringen för 2020 föreslogs att de fyra militärregionala staberna från 1 januari 2020 skulle inrättas som egna organisationsenheter. Cheferna för militärregionstaberna föreslogs i sin tur underställas rikshemvärnschefen avseende produktion av utbildningsgrupper och hemvärnsförband. Detta medförde att utbildningsgrupperna överfördes organisatoriskt från ett utbildningsförband till de fyra militärregionala staberna. I regeringens proposition framhöll dock regeringen att den militära regionala indelningen kunde komma att justeras, det beroende på utfallet av utredningen "Ansvar, ledning och samordning inom civilt försvar" (dir. 2018:79). För Södermanlandsgruppen innebar denna förändring att utbildningsgruppen överfördes från Ledningsregementet till att bli en enhet inom Mellersta militärregionen från och med den 1 januari 2020.
För att påvisa anknytningen till militärregionen, lämnades den 1 januari 2023 begreppet utbildningsgrupp till förmån för det nya begreppet militärregionsgrupp. Det för att på ett tydligare sätt anknyta mot enhetens bidrag som ett av militärregionens krigsförband, med uppgifter såväl i fred som i krig.

## Verksamhet
Chefen Södermanlandsgruppen är från den 1 januari 2020 direkt underställd chefen för Mellersta militärregionen. Södermanlandsgruppens uppgifter är att utbilda, organisera och administrera hemvärnsförbanden i länet. Gruppen skall vidare stödja frivilliga försvarsorganisationer. Insatser i såväl fred som under kris och krig leds i allmänhet direkt av Mellersta militärregionen, men Södermanlandsgruppen kan ges ledningsuppgifter som till exempel att avdela en Militär insatschef (MIC). Gruppen skall vidare stödja frivilliga försvarsorganisationer samt vara beredd att leda insatser till stöd för samhället i övrigt. Hemvärnet är den största enskilda verksamheten inom gruppen med cirka 500 män och kvinnor.

## Ingående enheter
Södermanlandsgruppen administrerar och utbildar sedan 1 januari 2012 en hemvärnsbataljon, Södermanlandsbataljonen (27. hemvärnsbataljonen). Förbandet kan lösa uppgifter på marken, i luften samt i marin miljö.

### Södermanlandsbataljonen
- 27. hemvärnsbataljonstaben och ledningsplutonen
- 271. hemvärnsinsatskompaniet (Livkompaniet)
- 272. hemvärnsinsatskompaniet (Öster Rekarne kompani)
- 274. hemvärnsbevakningskompaniet (Nyköpings kompani)
- 275. hemvärnsbåtplutonen
- 276. hemvärnsflyggruppen

## Förläggningar och övningsplatser
När Södermanlandsgruppen bildades den 1 juli 2000 samlokaliserades förbandsledningen med Södermanlands regemente på Eldsundsviken i Strängnäs garnison. Genom att regementet avvecklades genom försvarsbeslutet 2004, beslutades att Södermanlandsgruppen senast den 30 juni 2006 skulle omlokaliseras till Svältenlägret i Strängnäs. I Svältenlägret har Södermanlandsgruppen sin förbandsledning samt expeditions-, förläggnings- och utbildningslokaler.

## Heraldik och traditioner
Södermanlandsgruppen är sedan den 4 juni 2005 arvtagare och traditionsbärare för Södermanlands regemente (P 10). Från den 1 juli 2012 har traditionsansvaret övertagits av Södermanlandsbataljonen.

## Förbandschefer
- 2000–2007: Överstelöjtnant Karl-Arne Ahlqvist
- 2007–2016: Överstelöjtnant Staffan Andrén
- 2016–20xx: Överstelöjtnant Mikael Smedin

## Namn, beteckning och förläggningsort
| Södermanlandsgruppen | 2000-07-01 | – |  |

| SÖG | 2000-07-01 | – | 2005-06-30 |
| SLG | 2005-07-01 | – |            |

| Strängnäs garnison (F) | 2000-07-01 | – | 2006-06-30 |
| Svältenlägret (F)      | 2006-07-01 | – |            |